# Georg Göhler
Georg Göhler (Zwickau, 20 giugno 1874 – Lubecca, 4 marzo 1954) è stato un compositore, direttore d'orchestra e critico musicale tedesco.

## Biografia
Ha studiato musica, dal 1893, al Conservatorio di Lipsia, sotto la guida di Hermann Kretzschmar per la teoria musicale e la composizione; nel 1897 ha ottenuto i primi incarichi di maestro di musica sempre nella città di Lipsia. Sei anni dopo, ricoprì l'incarico di Kapellmeister al Landestheater di Altenburg, dove ha diretto le sue prime esecuzioni di opere, tra le quali "I racconti di Hoffmann" di Offenbach, "Madama Butterfly" di Puccini, "Ring des Nibelungen" di Wagner.
Verso la fine della primo decennio del Novecento, è stato direttore d'orchestra a Karlsruhe, dal 1909 diresse di nuovo a Lipsia l'Associazione Riedel e l'Orchestra della Società Musicale.
A Lubecca condusse il Conservatorio (1915) e coordinò i concerti sinfonici, il coro filarmonico e i concerti popolari, invece dal 1922 diresse i concerti della Filarmonica ad Halle.
Nel 1922 tornò come maestro di cappella al Landestheater di Altenburg e ottenne nel 1925 il ruolo di direttore musicale generale. Durante questo periodo ha contribuito in modo significativo alla rinascita di Verdi in Germania: nel 1928 condusse Macbeth di Verdi allo Staatsoper di Dresda, per la prima volta su un palco tedesco. Inoltre, ha diretto i concerti della Filarmonica di Halle prima di ritirarsi, nel 1932, dalla vita musicale pubblica e di dedicarsi alla sua attività di compositore e di musicologo.
Göhler fu un promotore della musica di Anton Bruckner e in particolare di Gustav Mahler. Il 9 gennaio 1914 Göhler guidò a Lipsia l'anteprima mondiale della nuova versione della Quinta Sinfonia completata da Mahler poco prima di morire.
Göhler ha lasciato un ampio lavoro, tra cui oltre duecento canzoni (Lied) in stile tradizionale. Inoltre, ha creato cinque sinfonie, suite, cori, concerti per pianoforte, violino e violoncello, un'opera e numerose opere di musica da camera. Era contrario a qualsiasi tipo di musica moderna che vada oltre la tradizione classica e romantica.
Ha curato nuove edizioni di lavori mozartiani, di Schubert e Haydn; Sue sono state anche le traduzioni dei libretti di alcune opere di Giuseppe Verdi, come Macbeth e Luisa Miller.
Ha scritto numerosi articoli su giornali e riviste, tra le quali il Die Zukunft, il Der Kunstwart e il Zeitschrift für Musik. 
La sua libreria, incluse oltre ventitremila lettere che testimoniano i suoi contatti con molte delle personalità contemporanee, è custodita dalla Biblioteca della scuola del Consiglio di Zwickau.

## Opere principali
- 1899, Wer? Wie? Was?;
- 1899, Die Neuesten grossen Chorwerke;
- 1899, Peter Cornelius;
- 1899, Franz Liszts "Christus";
- 1900, Giacomo Puccini;
- 1900, Robert Hermann;
- 1900, Eine Vollendung der Bach-Ausgabe und die neue Bach-Gesellschaft;
- 1900, Max Reger;
- 1900, Johannes Brahms;
- 1901, Das Kaiserliche Volks-Liederbuch;
- 1901, Felix Draeseke;
- 1901, Oeffentliche Musikübung und künstlerische Verantwortlichkeit;
- 1901, Neuere Kompositionen für Männerchor;
- 1901, Sprechsaal;
- 1901, Allerhand Musikalien,;
- 1902, Die Musikgeschichte und Lamprechts Geschichtstheorie;
- 1902, Enrico Bossi;
- 1902, Laienbrüder;
- 1902, Musikalische Erziehung;
- 1903, Musikalische Interpretationskünste;
- 1903, Musik-Geschichte;
- 1903, Musikgeschichte;
- 1903, Tantièmen für Konzertaufführungen?;
- 1903, Musikpflege und Tagespresse;
- 1904, Unser Bühnentanz;
- 1905, Franz Liszts Gesammelte Schriften und Briefe;
- 1906, Johannes Schreyers "Harmonielehre";
- 1906, Franz Liszt;
- 1907, Georg Friedrich Händel;
- 1907, Drei Lilien;
- 1908, Missa solemnis und Neunte Symphonie;
- 1908, Orchesterkompositionen von Jean Sibelius;
- 1909, Giuseppe Martucci;
- 1910, Gustav Mahler;
- 1910, Wie gründet und leitet man Chorgesangvereine?;
- 1915, Neun Soldatenlieder : (Ein-, zwei- und dreistimmig).